# 管事滩
管事滩位于南中國海海域的黄岩岛东北240公里，最浅处水深约42米，周围水深45.72～182.88米。管事滩东北西南延伸约34海里，南达马尼拉海沟。西方文献一般称为“Stewart Bank”（“Stewart”原为人名，“Steward”才是“管家”、“干事”的意思）。根据中华人民共和国国务院（82）国函字280号文《国务院关于南海诸岛地名命名、更名方案的复函》中的要求，管事滩的地名暂不公布，也不公开引用和对外提供。